# Siirt (provincie)
Siirtská provincie je území v Turecku ležící v jihovýchodní Anatolii. Rozkládá se na ploše 5 406 km2 a na konci roku 2009 zde žilo 303 622 obyvatel. Hlavním městem je Siirt.

## Administrativní členění
Provincie Siirt se administrativně člení na 7 distriktů:
- Aydınlar
- Baykan
- Eruh
- Kurtalan
- Pervari
- Siirt
- Şirvan